# Piotr II Cypryjski
Piotr II Cypryjski, Piotr II de Poitiers-Lusignan (1354 lub 1357 – 13 października 1382) - znany jako Piotr Gruby, król Cypru od 17 stycznia 1369 do samej śmierci. Był synem króla Piotra I i jego drugiej żony - Eleonory Aragońskiej z Gandii.
Tron odziedziczył jako dziecko po tym, jak jego ojciec został zamordowany. W 1372 został koronowany na króla Cypru w Nikozji, w katedrze św. Zofii oraz na króla Jerozolimy - w Famaguście, katedrze św. Mikołaja.
Piotr II zmarł bezdzietnie. Tron Cypru i Jerozolimy odziedziczył po jego śmierci - jego stryj, Jakub I, a nie jego młodsza siostra - Małgorzata (lub Maria).

## Życie rodzinne
W 1378 poślubił Walentynę Visconti (ok. 1360 - ok. 1393), córkę Bernabò Viscontiego, pana Mediolanu, oraz jego żony - Beatrice Regina della Scala. Para miała jedną córkę, urodzoną w 1379 lub 1380 i zmarłą w dzieciństwie w Nikozji przed 3 października 1382. Dziecko to zostało pochowane w kościele św. Dominika, w Nikozji.